# ヤマハ・WXシリーズ
WXシリーズ（ダブリューエックス・シリーズ）はヤマハのウインドシンセサイザーの型番・商品名。

## 概要
管楽器と同じ奏法でMIDI音源を演奏できるウインドシンセサイザーである。本体には音源は内蔵せず、外部の音源モジュールを遠隔操作する。このシリーズには含まれないが専用音源として設計されたWT11も合わせて紹介する。

## シリーズのモデル
WX7
1987年発売。サックスやクラリネットと同じ奏法で演奏可能。約7オクターブの移調が可能。同梱の専用電源ボックスとTX81Z等外部音源と接続して演奏する。ブレスコントロール、ボリューム、アフタータッチに対応。
WX11
1988年発売。WX7の廉価版として発売。サックスやクラリネットと同じ奏法で演奏可能。約7オクターブの移調が可能。タイトリップ、ルーズリップの2つの奏法が可能で、キーホールド機能を利用して和音を出すことも可能。専用の音源として後述のWT11が発売されている。WT11、VL70-m以外の音源と接続するには電源ボックスBT7が必要となる（WT11、VL70-mと接続時は電源は音源から供給）。ブレスコントロールのみ対応。WX5発売まで継続販売されていたロングセラー・モデル。
BT7は単三乾電池6本またはACアダプタと接続して、WX11に電源を供給する。またMIDI-OUT端子がついているので、WX11をWT11以外の音源モジュールと接続するために利用する。BT7はWX7付属の電源ボックスと外見・仕様は同一であるため、その単体製品と思われる。WX7にも接続可能である。
WX5
1998年発売。サックスやフルート、リコーダーと同じ奏法で演奏可能。上記2機種と異なり、本体にMIDI端子を持ち、乾電池搭載（単4×6本）のスペースも持つため別途電源ボックスは不要である（直接ACアダプターを接続することも可能）。ブレスコントロール、ボリューム、エクスプレッションに対応。VL70-mと接続するときは専用のWXケーブルで接続可能（この場合、電源はVL70-mから供給される）であり、VL70-mにはWX用の音色が用意されている。
上記2機種より10年後に発売されている、QXがQY、RXがRYと型番がその間に変わったが、WXがWYにならなかったのは、WXの型番に空きがあったこと、そしてその当時のフラッグシップシンセサイザーがEX5であったことが影響しているのではないかと思われる。2019年11月現在、生産終了となっている。
WT11
1988年発売。WX7、WX11用の音源モジュール。内部はV2やTX81Zと同じFM音源を採用し、4オペレータ8アルゴリズムである。プリセット96音色。リバーブ、ディレイといったエフェクトも内蔵している。MIDI-IN端子もあるため、WXシリーズでなく、MIDIキーボードを接続して演奏可能だが、その場合、WT11の最大限の機能を発揮できない。また本体のみでは音色エディットができないため、互換性のあるV2やTX81Zと接続して行う。